# Road to Rhode Island
Road to Rhode Island (titulado El camino a Rhode Island en España y Camino a Rhode Island en Hispanoamérica) es el decimotercer episodio de la segunda temporada de la serie Padre de familia emitido el 30 de mayo de 2000 a través de FOX. El argumento se divide en dos tramas: Brian se ofrece voluntario para ir a recoger a Stewie a la casa de sus abuelos en California, pero tras perder el vuelo, se ven obligados a recorrer el país en carretera para llegar a casa. Por otro lado, Lois se preocupa de la falta de comunicación con su pareja y le muestra a Peter un video que a pesar de estar presentado con fines instructivos, resulta ser una cinta porno casera, por lo que se volverá adicto a lo largo del episodio.
El episodio está dirigido por Dan Povenmire y escrito por Gary Janetti. Como artistas invitados, prestan sus voces a sus respectivos personajes: Victoria Principal como la Dra. Amanda Rebecca y Danny Smith y Wally Wingert. El creador Seth MacFarlane se inspiró en las películas Road to... de la década de los 40 protagonizadas por Bing Crosby, Bob Hope y Dorothy Lamour para la realización de este episodio. El capítulo recibió críticas positivas por parte de los críticos televisivos. Fue nominado a un Emmy al "mejor programa de entretenimiento de menos de una hora", pero lo perdió en detrimento del episodio de Los Simpson: Behind the Laughter.

## Argumento

### Brian y Stewie
El episodio se remonta siete años atrás en una perrera situada en una granja a las afueras de Austin (Texas) en donde Brian fue separado de su madre cuando aún tenía un año. Al volver al presente, Brian le comenta sus recuerdos al Dr. Kapplan, el cual llega a la conclusión de que esos recuerdos se debe a que se siente abandonado por su madre, por lo que debería volver a verla. Por otro lado, Lois empieza a echar de menos a Stewie desde que lo dejó en casa de sus abuelos en Palm Springs (California) y decide ir a por él, sin embargo Brian cree que un cambio de aires le vendría bien para despejarse y se ofrece voluntario para recogerle, sin embargo Brian se emborracha en el aeropuerto y a Stewie le roban la bolsa con los billetes cuando va en busca del can perdiendo así el vuelo a Providence. Sin posibilidades de viajar, Stewie y Brian se dirigen a un motel para pasar la noche, al día siguiente, el dueño del establecimiento descubre que les han pagado con una tarjeta de crédito falsa y buscan la manera de huir. Finalmente consiguen robar un coche y paran en una gasolinera desde la que Brian llama a Lois para comunicarle que volverán en tren tras cambiar los billetes del avión ganando tres días de tiempo.
Tras engañar a Lois, deciden ponerse de nuevo en marcha, pero unos policías descubren el coche robado y deciden hacer autostop hasta que Brian descubren que se acercan a Austin, es entonces cuando el can le pide al conductor que detenga el vehículo, cuando Stewie le pide explicaciones, este le contesta que necesita ver a su madre. Tras andar los trece km llegan a la granja en la que nació, los dueños, quienes no tardan en reconocerle le comentan que Biscuit, su madre falleció hace pocos años y que la disecaron para tenerla de recuerdo. Brian decide darle un enterramiento digno y se la llevan para darle sepultura.
Después de enterrar a Biscuit, Brian y Stewie continúan con su viaje a casa, esta vez a bordo de un tren de mercancías en el que el can se disculpa por el viaje tan ajetreado que han tenido, sin embargo Stewie reconoce haber pasado buenos momentos. Finalmente consiguen llegar a casa y Brian le agradece que no le diga nada de lo sucedido a Lois, por lo que cuando le pregunta si hay alguna manera de pagárselo, Stewie le responde sobre un episodio de The Brady Bunch en el que uno se convierte en el esclavo del otro. Aunque a primeras, Stewie pueda pretender que Brian se convierta en su sirviente, tan solo le pide que se lo grabe.

### Peter y Lois
Lois aprovecha la situación para mejorar su relación matrimonial mediante un video instructivo para parejas presentado por Amanda Rebecca, una psicóloga que [supuestamente] ayuda a los matrimonios con problemas de comunicación, a pesar del entusiasmo de su mujer, Peter parece desganado hasta que la "psicóloga" pide en primer lugar que salga la mujer de la habitación ya que la parte es para los hombres, enseguida Peter descubre que la cinta es una película pornográfica y que la "psicóloga es una actriz que empieza a seducir al telespectador, finalmente le contesta que si quiere ver más, se compre otra cinta. A partir de ese momento, Peter empieza a obsesionarse con las cintas "terapéuticas".
Peter llega a casa con otro video que resulta ser tres veces más caro que el anterior, pronto Lois empieza a sospechar del extraño comportamiento de su marido, sospechas que se confirman cuando le sigue hasta la habitación y descubre que está desnudo sin motivos aparentes. 
Finalmente Lois descubre el "por qué" de tanto interés de Peter por el video de parejas y decide darle una lección. Tras irse raudo a su habitación para ver la cinta, Peter empieza a excitarse cuando Rebecca comienza a exhibirse hasta que de pronto se corta la emisión y aparece Lois en la pantalla [con un albornoz] abroncando a su marido por su actitud ya que el video era para mejorar la relación entre pareja y que si lo que quería era ver a una mujer en "plan sexy" solo tenía que haberlo pedido, acto seguido Lois se quita el albornoz y aparece en lencería por lo que Peter empieza a excitarse hasta que Lois le pide que se de media vuelta, a Peter le produce un vuelco en el corazón cuando descubre que a sus espaldas está Lois igual que en el video desde el armario, cuando Peter se dispone a darle explicaciones, Lois se muestra indiferente al decirle que solo quería estar atractiva para él, por lo que Peter la coge por la cintura y se besan al mismo tiempo que rebobina una y otra vez la escena en la que Lois se desviste y dice "deberías habérmelo dicho".

## Producción

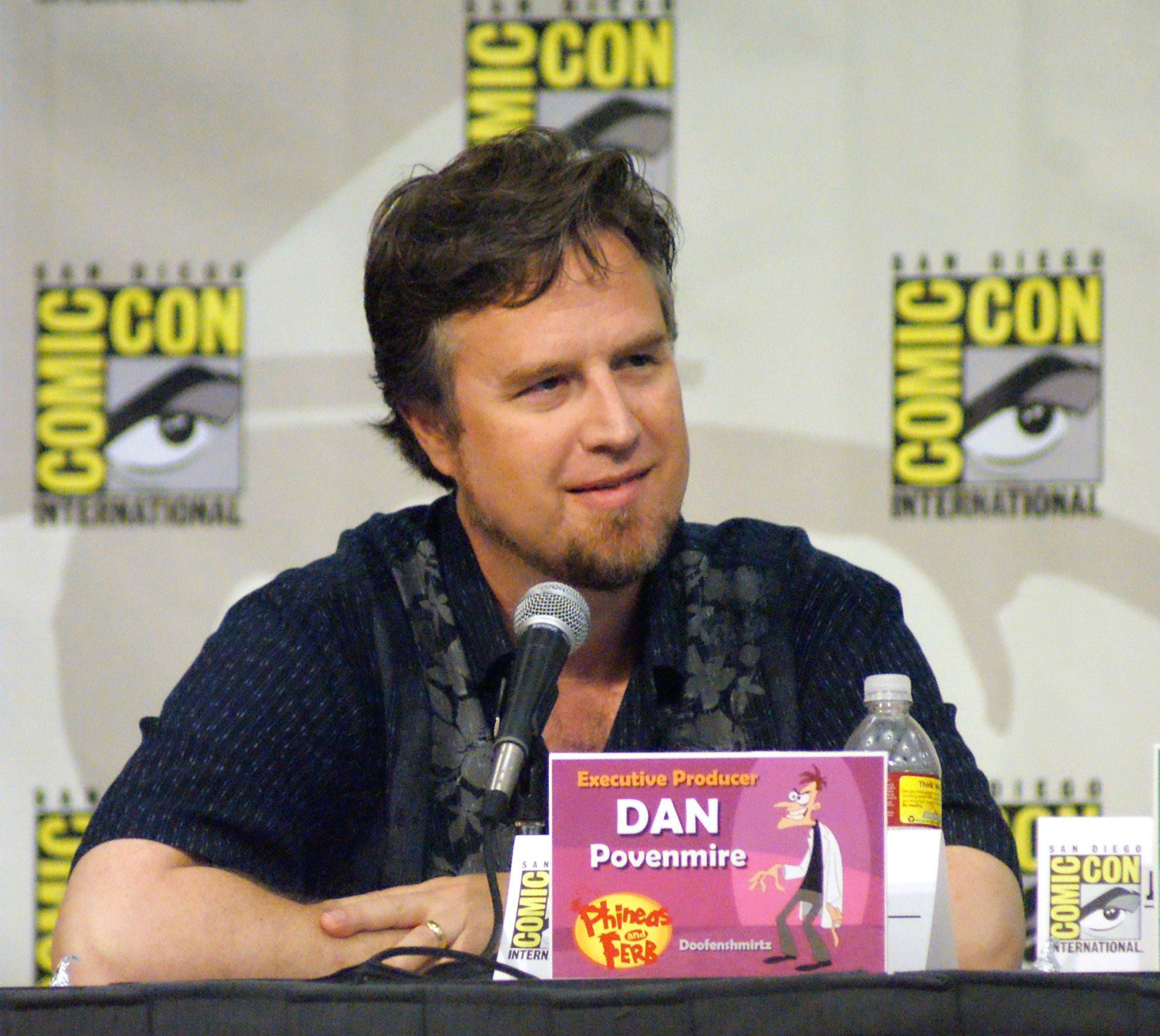
"Road to Rhode Island" fue el primer episodio dirigido por Dan Povenmire.

Road to Rhode Island está dirigido por Dan Povenmire y escrito por Gary Jannety. Como artistas invitados: Victoria Principal presta su voz a la Dra. Amanda Rebecca y Wally Wingert y el guionista Danny Smith a varios personajes minoritarios. Este fue el primer episodio dirigido por Povenmire. El creador de Padre de familia: Seth MacFarlane le garantizó que tendría bastante libertad creativa para dirigir varios episodios. Povenmire valoró positivamente el apoyo ofrecido por MacFarlane.
Este fue el primer episodio tipo "Road to..." de los que se ha emitido a lo largo de la serie. Los episodios son una parodia de las siete películas Road to... protagonizadas por Bing Crosby, Bob Hope y Dorothy Lamour. MacFarlane tuvo la idea de la producción. El número musical está inspirado en la canción (We're Off on the) Road to Morocco de la película Road to Morocco. Aparte de este, Povenmire dirigió los dos siguientes episodios: Road to Europe y Road to Rupert antes de abandonar la serie para crear Phineas and Ferb, serie nominada a tres premios Emmys.
Durante la secuencia del aeropuerto, había una escena que fue eliminada de posteriores emisiones del episodio en la cual aparecía Osama bin Laden. En la escena, cuando Stewie se aproxima al arco de seguridad y es consciente de que su bolsa está llena de armas, empieza a cantar On the Good Ship Lollipop para distraer a los trabajadores de seguridad. Tras acabar comenta: "espero que Osama Bin Laden no sepa canciones de la tele". Al mismo tiempo aparece bin Laden en la misma situación cantando: I Hope I Get it de A Chorus Line. A pesar de que el episodio se produjo un año antes de los atentados del 11 de septiembre, siguió levantando controversias y se retiró también de la edición americana del DVD. No obstante, la escena fue incluida dentro del pack: Freakin' Sweet Collection.

## Recepción
En 2009, Ahsan Haque de IGN realizó una crítica en la que puso al episodio una nota de 10 de 10 y alabó el episodio declarando: "Un buen guion, chiste hilarantes, un pegadizo número musical y una historia divertida y con sentimientos al mismo tiempo - Padre de familia no podría mejorar más". El episodio fue nominado a un Emmy al mejor programa animado de entretenimiento, pero lo perdió en detrimento del episodio de Los Simpson: Behind the Laughter.